# ديناميكا المنشآت
ديناميك المنشآت هو نوع من التحليل الإنشائي الذي يدرس سلوك المنشآت المعرضة لأحمال ديناميكية، والتي تتضمن أحمال الأشخاص، الرياح، وحمولة المواصلات، والزلازل، والإنفجارات... وبإمكان أي منشأ أن يتعرض لحمل ديناميكي. وعن طريق التحليل الديناميكي يتم إيجاد الانتقالات في المنشأ والسجل الزمني (time history) والتحليل النمطي (modal analysis).
الحمل الاستاتيكي هو الحمل الذي تحدث فيه تغيرات ببطء شديد. الحمل الديناميكي هو الحمل الذي تتغير شدته أو اتجاهه أو نقطة تطبيقه بسرعة مع الزمن. وتتم المقارنة مع التواتر الطبيعي للمنشأ (natural frequency)، وعندما تكون فترة تطبيق الحمل طويلة بالمقارنة مع التواتر الطبيعي لا حاجة عندها للتحليل الديناميكي ويكتفى بالتحليل الإستاتيكي، ولكن عندما تصبح الحمولة المطبقة قادرة على توليد تسارعات في الجملة تصبح عملية التحليل الديناميكي لازمة. أي تصبح التحريات الديناميكية ضرورية عندما يصبح تأثير قوى العطالة على التشوهات والإجهادات في المنشأ كبيراً وهذه القوى تنتج عن التسارعات في كتل المنشأ بسبب الأحمال الديناميكية.
يمكن إجراء عملية التحليل الديناميكي للمنشآت البسيطة يدوياً، ولكن بالنسبة للمنشآت ذات الهياكل المعقدة تستخدم طريقة العناصر المحدودة في التحليل الديناميكي وإيجاد التواترات وأنماط الإهتزاز.

## الانتقالات
للحمل الديناميكي أثر هام أكبر على المنشأ من نفس قدر الحمل الإستاتيكي، وذلك الأثر على قابلية المنشأ للاستجابة للحمولة (بالانحناء)، الزيادة بأثر الحمولة الديناميكية تعطى عن طريق عامل التكبير الديناميكي (dynamic amplification factor)
{\displaystyle DAF={\frac {u_{max}}{u_{static}}}}
حيث DAF هو عامل التكبير الديناميكي، umax أكبر انتقال في المنشأ نتيجة الحمل الديناميكي، ustatic الانتقال في المنشأ نتيجة نفس القدر من الحمل الإستاتيكي

## تحليل السجل الزمني
السجل الزمني الكامل يعطي استجابة المنشأ خلال وبعد تطبيق الحمل، ولإيجاد سجل زمني كامل لإستجابة المنشأ يجب حل معادلة حركة المنشأ.

### مثال
لجملة بسيطة ذات درجة حرية وحيدة (مثلاً كتلة M، على نابض قساوته K) وبإهمال التخميد تكون معادلة الحركة من الشكل التالي:{\displaystyle M{\ddot {x}}+kx=F(t)}
حيث {\displaystyle {\ddot {x}}} ̈ تعبر عن التسارع (المشتق الثاني للانتقال) و{\displaystyle x} تعبر عن الانتقال.
في حال كون الحمل {\displaystyle F(t)} عبارة تابع إثارة ثابتة القدر مطبقة بشكل فجائي (ideal step loading)، يكون حل معادلة الحركة:
{\displaystyle x={\frac {F_{0}}{k}}[1-cos{(\omega t)}]}
حيث خطأ رياضيات (خطأ في الصياغة): {\displaystyle \omega = \sqrt{\frac{{k}}{{كاش}}}}
، والتواتر الطبيعي {\displaystyle f={\frac {\omega }{2\pi }}}.
الانتقال الإستاتيكي الساكن للجملة وحيدة درجة الحرية:{\displaystyle x_{static}={\frac {F_{0}}{k}}}
لذا يمكن التعويض بالصيغة أعلاه:{\displaystyle x=x_{static}[1-cos(\omega t)]}
وهذا القانون يعطي السجل الزمني (النظري) للمنشأ المعرض للحمل المفروض {\displaystyle F(t)} حيث أن التخامد تم إهماله
ويعتبر هذا تبسيطاً كبيراً لتطبيقه على المنشآت الحقيقية، حيث أن هذا التابع المفروض للحمل (تابع إثارة ثابتة القدر مطبقة بشكل فجائي) هو نموذج معقول لتطبيق العديد من الأحمال الحقيقية، كالإضافة المفاجئة لقطعة من الأثاث، أو إزالة التدعيم لسقف خرساني مصبوب حديثاً، ولكن في الواقع الأحمال لا يتم تطبيقها على الفور إنما تتراكم على مدى فترة من الوقت (قد تكون قصيرة جداً في الواقع)
بازدياد درجات الحرية يصبح من الصعب جداً حساب السجل الزمني يدوياً، المنشأت الحقيقية تحلل لاخطياً باستخدام برامجيات الحاسب وفق طريقة العناصر المحدودة.

## التخميد
إن أي منشأ حقيقي يبدد الطاقة (بشكل رئيسي عم طريق الاحتكاك)، ويمكن تمثيل التخميد بتعديل المعامل DAF
{\displaystyle DAF=1+e^{-c\pi }}
حيث {\displaystyle c={\frac {\text{Damping Coefficient}}{\text{Critical Damping Coefficient}}}}
Damping Coefficient تعني معامل التخميد وCritical Damping Coefficient تعني معامل التخميد الحرج
والمعامل c هو معامل عادة يتراوح ما بين 2%-10% حسب نوع المنشأ:
- الفولاذ المبرشم ~ 6%
- الخرسالة المسلحة ~ 5%
- الفولاذ الملحوم~ 2%
- بناء من الطوب ~10%

عموماً يتم تجاهل التخميد للأحداث غير العابرة (حمولة الرياح، حمولة الحشود البشرية)، ولكن من المهم أخذها بعين الاعتبار للأحداث العابرة (حمولة الزلازل، انفجار قنبلة)

## روابط خارجية
- DYSSOLVE: Dynamic System Solver - برنامج مجاني لحل المسائل الديناميكية البسيطة
- Structural Dynamics and Vibration Laboratory of McGill University
- Frame3DD open source 3D structural dynamics analysis program
- Frequency response function from modal parameters
- Structural Dynamics Tutorials & Matlab scripts